# جزيرة البران

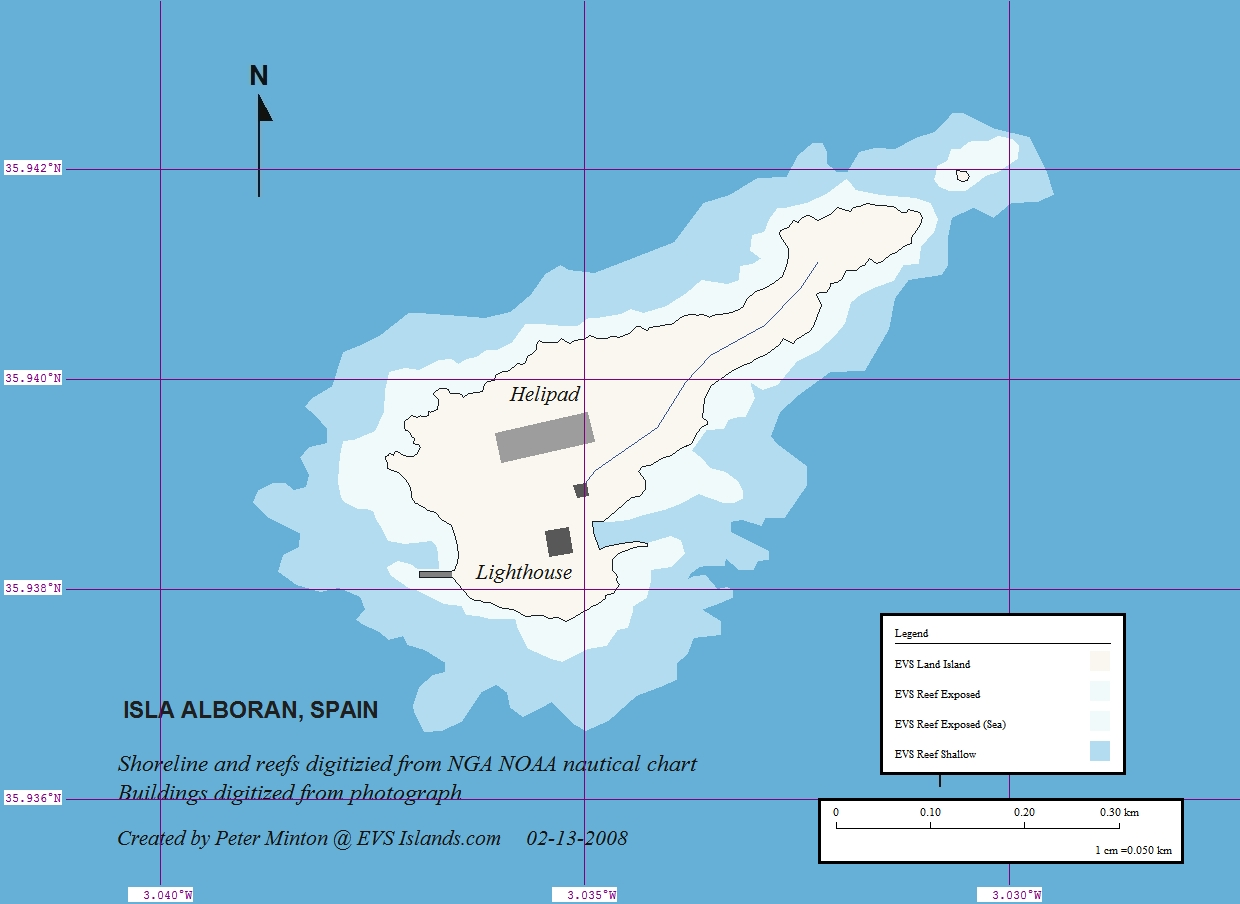
جزيرة البران

جزيرة البُرَان أو جزيرة البرهان (بالإسبانية: Isla de Alborán)‏ جزيرة إسبانية تقع في البحر الأبيض المتوسط، وتقع تقريباً في منتصف المسافة الفاصلة بين الساحلين الأفريقي والأوروبي، وهي تابعة لمقاطعة مالقة. تبلغ مساحتها 0,0712 كم2 وارتفاعها الأقصى 15 م. الجزء البحري الذي يمتد بينها وبين مضيق جبل طارق يسمى بحر البرهان.

## موقع الجزيرة
تقع جزيرة البرهان التي حرف اسمها إلى جزيرة البران حسب طريقة نطقها بالإسبانية والمعروفة عندهم بنفس الاسم في عرض البحر الأبيض المتوسط على بعد 56 كم شمال رأس ورك الواقع بشاطئ قبيلة بني شيكار بناحية الكارت، وهي جزيرة صخرية تشكلت بواسطة بركان، وهي مثلثة الشكل تقريباً ويقدر محيطها ب 3 كيلومترات. ونظرا لطبيعتها الصخرية البركانية، فإن الغطاء النباتي شبه منعدم حيث لاتوجد بها أشجار لكن بعض الحشائش تنمو فوق سطحها. تعتير إحدى أهم نقاط التلاقي للمهربين بين ضفتي المتوسط.

## النزاع الحدودي
يرفض المغرب الاعتراف بشرعية الحكم الإسباني على جزيرة البران، وعلى مدينتي سبتة ومليلية والجزر الجعفرية (بالإسبانية: Chafarinas). يطالب المغرب إسبانيا بالدخول في مفاوضات مباشرة معها لأجل استرجاعهما، كما يعتبرهما إحدى أواخر معاقل الاستعمار في إفريقيا، غير أن المنطقة لم تصنفها الأمم المتحدة ضمن المناطق المحتلة.

## معالم
يوجد حالياً بالجزيرة منارة وبناية يقيم بها بعض أفراد قوات الجيش الإسباني ومرفأ صغير وكذلك مكان لهبوط الطائرات المروحية.